# یوکی ماتو
یوکی ماتو (ژاپنی: 武藤 雄樹؛ زادهٔ ۷ نوامبر ۱۹۸۸) یک بازیکن فوتبال اهل ژاپن است. وی در تیم ملی فوتبال ژاپن بازی کرده‌است.